# География на Ботсвана
Ботсвана е държава в Южна Африка, без излаз на море, разположена от двете страни на Южния тропик. На изток Ботсвана граничи със Зимбабве (дължина на границата – 780 km), на юг – с РЮА (1550 km), на запад и север – с Намибия (1360 km) и на север – със Замбия (1 km). Общата дължина на сухоземните граници (в т.ч. речни) е 3691 km. Дължината на страната от север на юг е 1100 km, а ширината от запад на изток 960 km. В тези си граници Ботсвана заема площ от 581 730 km². Населението към 1.1.2022 г. възлиза на 2 350 000 души. Столица е град Габороне.
Територията на Ботсвана се простира между 17°47′ и 26°54′ ю.ш. и между 20°00′ и 29°22′ и.д. Крайните точки на страната са следните:
- крайна северна точка – 17°46′49″ ю. ш. 25°09′36″ и. д. / 17.780278° ю. ш. 25.16° и. д., на десния бряг на река Куандо, на границата с Намибия.
- крайна южна точка – 26°54′26″ ю. ш. 20°41′07″ и. д. / 26.907222° ю. ш. 20.685278° и. д., на границата с РЮА.
- крайна западна точка – 20°00'00" и.д., дължина на участъка 310 km от 22°00′ до 24°45′ ю.ш., на границата с Намибия.
- крайна източна точка – 22°11′46″ ю. ш. 29°22′14″ и. д. / 22.196111° ю. ш. 29.370556° и. д., на левия бряг на река Лимпопо, при устието на река Шаши, на границите с РЮА и Зимбабве.[2]

## Геоложки строеж, релеф, полезни изкопаеми
Територията на Ботсвана заема обширната, полегата и безотточна падина Калахари, заградена от юг, изток и запад от т.нар. Голям откос, а от север – от платото Лунда. В геоложко отношение полупустинната падина Калахари е относително млада тектонска депресия на Африканската платформа. Докамбрийският фундамент заляга на плитко и на места излиза на повърхността, образувайки възвишения, разделящи падината на отделни понижения. Именно в такива понижения на север са разположени езерото Нгами и вътрешната делта на река Окаванго. Седиментният чехъл, покриващ древните кристалинни скали е изграден от специфични континентални, а в основата от песъчливи наслаги от горната креда и кайнозоя, получили названието система „Калахари“. На повърхността, особено в по-сухите южни райони са разпространени червени и бели пясъци. В Калахари често се срещат повърхностни кварцити, или т.н. силкрети – циментирани силициеви зърна от първичните скали – пясък, чакъл и др.
Като цяло релефът на страната е равнинен и само на изток слабохълмист. Плоската като баница изгорена от слънцето равнина е най-разпространеният ландшафт в Ботсвана. Почти цялата територия на страната се намира на височина 800 – 1000 m, като отчетливи вододели почти липсват. На север и запад границите на страната преминават през пустинни, почти необитаеми земи и са условно обозначени на картата. На запад близо до границата с Намибия височината се увеличава до 1200 m. Източните райони са разположени между долините на реките Замбези на север и Лимпопо на юг и са с по-ясно изразени форми на релефа. Тук се срещат отделни остатъчни възвишения, често изградени от гранити. Тук се намира и максималната точка на страната 1340 m н.в. В коритото на река Лимпопо, при устието на река Шаши, на границите с РЮА и Зимбабве се намира най-ниската точка (509 m) на страната.
В Ботсвана се разработват находища на каменни въглища (в източната част), манганова руда и асбест (на югоизток, в района на Селби-Пикве). Открити са също значителни залежи на медно-никелови руди, калиеви соли и природна сода, а в района на Орапа – находища на диаманти и въглища.

## Климат
Климатът на Ботсвана е тропичен, с рязко изразен континентален характер. Ясно се обособяват два сезона – влажно лято и суха зима. Средната януарска (лятото) температура е от 21 до 27°С, а средната юлска (зимата) – 16°С. Много по значителни са денонощните амплитуди достигащи до 22°С. През зимата, особено на юг, през нощта се наблюдават отрицателни температури, а понякога пада и сняг. Абсолютна минимална температура -8°С (1953 г.). Сухотата на климата се обяснява с голямата отдалеченост (от 500 до 1000 km) от Атлантическия и Индийския океани и от това, че падината Калахари е обградена от възвишения, преграждащи пътя на влажните океански ветрове. През зимата над Калахари се установява област от високо налягане, продължителността на сухия сезон се колебае от 7 месеца на североизток до 10 – 11 месеца на юг, а има и места където няколко години подред не пада дъжд. Годишната сума на валежите е от 500 – 700 mm на североизток до 125 – 250 mm на запад и юг. Валежите са предимно под формата силни, но кратки порои. През сухия сезон вода се задържа само на отделни места по дъната на пресъхналите речни корита.

## Води, почви, растителност
Речната мрежа на страната рядка и е представена предимно от временни реки. Тя е най-добре развита в източните райони на Ботсвана, където текат левите притоци на река Лимпопо и техните долини са покрити с алувиални почви, върху които често са развити галерийни гори. Червено-кафявите почви покриващи ниските вододели са заети от типична савана. По-голямата част от Ботсвана попада в падината Калахари, която по природни различия може да се раздели на три части: северна, централна и южна. Значителна част от севера се заема от безотточния басейн на река Окаванго. Тази река, идваща от Ангола и Намибия се губи в пясъците на Калахари образувайки голяма вътрешноконтинентална делта. Многочислените ръкави на делтата завършват в плитки пясъчни понижения („пени“), обрасли с треви, тръстики и папируси. На юг от делтата е разположено езерото Нгами, което вследствие от засушаването на климата се е превърнало от времето на Дейвид Ливингстън (негов откривател) в типичен, пресъхващ през зимата „пен“. По река Ботети (Ботлетле, 1700 km) река Окаванго в многоводни години се свързва на югоизток с най-големия в Ботствана „пен“ Макгадикгади, дължината на който достига 160 km, а ширината 50 – 80 km. По цялата му територия пясъчните солончакови островчета се редуват с непроходими блата, тръстики и пресъхнали езерца. По-високите места са покрити са заети от савана с отделни акации и баобаби. Централните части на Калахари са заети от типичен полупустинен ландшафт, в който постоянни реки липсват, а водни източници могат да бъдат открити само в сухите речни корита и в падините изградени от варовици. Растителността е представена от ксерофитни треви и храсти, а в падините – от храстова савана с отделни дървета. Южната част на Калахари е типична пустиня, с дюни, с височина до 100 m и обширни участъци заети от незакрепени пясъци. На места се среща разредена ксерофитна растителност. Течащите по границата с Република Южна Африка река Молопо (970* km, десен приток на Оранжевата река) и нейният десен приток Нособ (740* km) през зимата замръзват.

## Животински свят
В Ботсвана се е съхранил богат животински свят. В слабонаселените и безлюдни пространства на страната пасат стада антилопи, зебри, южноафрикански газели. Те биват преследвани от лъвове, леопарди, чакали и хиени. На север се срещат слонове и жирафи. Има много гущери и змии (питон, кобра, отровна мамба), а редица райони на север са заразени с мухата цеце. В реките Окаванго и Лимпопо обитават крокодили и хипопотами.